# Провиденс Брюинз
«Про́виденс Брю́инз» (англ. Providence Bruins) — профессиональный хоккейный клуб, выступающий в АХЛ. Базируется в городе Провиденс, штат Род-Айленд, США. Является фарм-клубом команды НХЛ «Бостон Брюинз».

## История
«Провиденс Брюинз» стартовал в АХЛ с сезона 1992—1993, после того как мэр Провиденса Бадди Чианчи завершил переговоры с владельцами клуба «Мэн Маринерс» о переезде и переименовании клуба.
После того как в регулярном сезоне в сезоне 1998—1999 «Брюинз» одержали 56 побед, команда выиграла Кубок Колдера, ведомая тренером-новичком Питером Лавиолеттом и Рэнди Робитайлом, ставшим обладателем награды Леса Каннингема, как самый ценный игрок регулярного сезона.

## Клубные рекорды
Сезон
Голы (41) — Тим Суини (1992-93)
Передачи (74) — Рэнди Робитайл (1998-99)
Очки (102) — Рэнди Робитайл (1998-99)
Штраф (407) — Аарон Дауни (1997-98)
Коэффициент пропущенных голов (1,84) — Тим Томас (2003-04)
Процент отраженных бросков (94,1%) — Тим Томас (2003-04)

Карьера в клубе
Голы — 101 — Энди Хилберт
Передачи — 110 — Александр Хохлачёв
Очки — 210 — Энди Хилберт
Штраф — 1055 — Аарон Дауни
Вратарские победы — 86 — Зейн Макинтайр
«Сухие» игры — 11 — Зейн Макинтайр
Игры — 380 — Томми Кросс